# Valea Mare (okręg Vâlcea)
Valea Mare – wieś w Rumunii, w okręgu Vâlcea, w gminie Valea Mare. W 2011 roku liczyła 632 mieszkańców.